# ترکان خاتون (همسر علاءالدین تکش)
ترکان خاتون همسر رسمی سلطان تکش و مادر قدرتمند سلطان محمد خوارزمشاه است، او دختر یکی از امرای قدرتمند ترک (قبچاق‌ها) بود و پس از ازدواج با سلطان تکش تمام کسان و نزدیکان خویش را در ادارهٔ کارهای دولتی و نظامی دخالت داد و هر ناحیه‌ای که به دست سلطان تکش یا پسرش سلطان محمد گشوده می‌شد یکی از افراد موردنظر ترکان خاتون به حکومت آن منصوب می‌شد و به همین دلیل تمام قلمرو پهناور خوارزمشاه را در دست گرفت. فرمان‌های او از دستورهای همسر و پسرش بالاتر بود. یکی از دلایل فروپاشی خوارزمشاهیان وجود دخالت‌های بسیار ترکان خاتون در امور سیاسی و نفوذ فوق‌العاده‌اش و در شراکتش در سلطنت با سلطان محمد دانسته می‌شود. گویا غایرخان عامل حمله مغول به ایران برادرزادهٔ ترکان خاتون و تحت حمایت او بوده‌است. غایرخان شخصی بود که با کشتن تاجران مغولی و تصرف اموال آنان آتش جنگ بین ایران و مغولان را شعله‌ور کرد.
ترکان خاتون دیوان و اقطاعات و لشکر جداگانه داشت و وزیر مخصوص و مشاوره و فرمانده سپاه داشت و مُهرش «عصمت الدنیا والدین اُلُغ تَرکان ملکة نساءالعالمین» با علامت «اعتصمت باللّه وحده» بود. او از اواخر دورهٔ حکومت سلطان تکش و طول دورهٔ سلطان محمد با حمایت امرا و درباریان ترک بتدریج قدرت گرفت و بر امور کشور و سایر عزل و نصب ها مسلط شده و حکم می داد، او زنی حکومتگر و مقتدر بود و مقام خداوندگار (ارباب بزرگ) را گرفت و حکم پسرش سلطان محمد بدون امضاء او مؤثر نبود و سلطان آشکارا مادرش را در حکومت به شراکت پذیرفت. او همچنین زنی به‌شدت خوشگذران ولخرج و بی بند و باری در امور شخصی بود و هر شب در نهان مجالس عیش و طرب پرهزینه و باشکوهی داشت، وی تا جایی فاسد بود که از ارتباط و ازدواج پنهانی او با شیخ مجدالدین بغدادی، صوفی و عارف قرن ششم و هفتم، خبر داده‌اند؛ حتی گفته شده‌است که قتل مجدالدین به فرمان سلطان محمد و به سبب رابطهٔ او با ترکان خاتون بوده‌است.
خوارزمشاه به اصرار و نفوذ گسترده ترکان خاتون نظام‌الملک صدرالدین مسعود هروی را از وزارت سلطان (بالاترین مقام حکومت) عزل و ناصرالدین نظام‌الملک را به وزارت انتخاب کرد و چندی بعد به سال ۶۱۴ وی را به علت بی‌کفایتی عزل کرد. ترکان خاتون هنگام تعیین ولیعهد سلطان محمد، به سبب اختلاف با آی چیچاک (آی جیجک، مادر جلال‌الدین خوارزمشاه)، از اوزلاق، پسر دیگر سلطان محمد که تحت نظر خودش تربیت یافته بود، طرفداری کرد. با تلاش ترکان خاتون، سلطان نیز اوزلاق را به ولیعهدی خود برگزید. در سالهای آینده اختلافاتی بین ترکان خاتون و سلطان محمد پیش آمد زیرا، ترکان خاتون با استفاده از نفوذ خود، نظام‌الملک صدرالدین مسعود هروی، وزیرسلطان، که بسیار لایق بود را برکنار کرد و یکی از غلامان فاسد و مطیع فرمان خود، را به نام ناصرالدین (نظام‌الملک) محمدبن صالح، را به وزارت سلطان محمد گمارد. بی‌کفایتی و رشوه‌خواری محمدبن صالح سبب شد که سلطان او را عزل کند و بعد فرمان مرگ او را صادر کرد، اما ترکان خاتون، محمدبن صالح را از مرگ نجات داد و او را وزیر اوزلاق شاه کرد. اوزلاق شاه در آن هنگام با تعیین ترکان خاتون ولیعهد بود و به این سبب، که ترکان خاتون در هنگام اعدام محمد بن صالح از وی فرمان لغو دستور سلطان رسید باعث شد اختلافات بیشتری بین ترکان خاتون و سلطان محمد بالا رود.

## نقش ترکان خاتون در حمله مغول به ایران
چنگیز پس از تاخت و تاز در چین شمالی توانست پکن را تسخیر کند. سپس طوایف اویغور را به اظهار اطاعت واداشت کوچلک خان سرکردهٔ قبایل نایمان را که بر اراضی اقوام قراختائیان تسلط یافته بود، از آنجا راند و بدینگونه با خوارزمشاه که حدود شرقی قلمرو خود را به این نواحی رسانده بود، همسایه گشت و مرز مشترک یافت. آنچه از شواهد برمی‌آید لشکرکشی چنگیز به ایران برای به‌دست آوردن سرزمینی تازه و کسب غنائم نبود زیرا چنگیز با وجود کشور پر ثروت و عظیم چین که در تصرف داشت به لشکرکشی به ایران نیازی نداشت. چنگیز به رواج بازرگانی و تردد تجار علاقهٔ فراوانی داشت و بازرگانی را تشویق می‌نمود و برای همین در صدد برآمد با سلطان محمد خوارزمشاه که او را پادشاهی مقتدر می‌دانست روابط دوستانه برقرار سازد. به همین منظور جمعی از تجار خود را به ریاست محمود یلواج با هدایایی به خدمت سلطان محمد فرستاد و او را از وسعت کشور و قدرت و لشکر و آبادانی متصرفاتش مطلع ساخت. سلطان محمد نیز که در صدد توسعه متصرفات خود بود از اینکه چنگیز او را در نامه‌اش فرزند خطاب کرده بود خشمگین شد اما محمود یلواج به تدابیری آتش خشم او را فرونشاند و راضی ساخت که با چنگیز خان روابط دوستی برقرار سازد.
در همین جهت اولین سفیر سلطان خوارزم در پکن پذیرفته شد و چنگیز تجارت بین مغول و قلمرو سلطان را لازمهٔ ایجاد روابط دوستانه اعلام کرد. در جریان همین احوال تعدادی بازرگان مسلمان از قلمرو سلطان محمد پاره‌ای اجناس به ولایت خان مغول بردند و چنگیز هرچند در آغاز ورود با آنها با خشونت رفتار کرد، سرانجام از آنها دلجویی نمود و آنها را به خشنودی بازگرداند. در بازگشت آنها، و در سال ۱۲۱۸ میلادی (۶۱۴ ه‍. ق) تعدادی بازرگان مغول را که تعدادشان به ۴۵۰ نفر می‌رسید و ظاهراً اکثر آنها نیز مسلمانان بودند با پاره‌ای اجناس به همراه ایشان و با نامه‌ای شامل توصیهٔ آنها و درخواست برقراری رابطه بین دو دولت، به قلمرو سلطان خوارزمشاه فرستاد، اما غایرخان (اینالجق) حاکم اترار که برادرزاده و تحت حمایت ترکان خاتون مادر محمد خوارزمشاه بود، در مال بازرگانان طمع کرد و تجار مغول را به اتهام جاسوسی در سرحد قلمروی مورد حکومتش توقیف کرد و سپس با اجازهٔ سلطان محمد خوارزمشاه که در آن هنگام در ولایت عراق بود و گزارش غایرخان را نشانهٔ سوءنظر چنگیز تلقی کرد، تمامی این بازرگانان را قتل‌عام کرد. سپس گماشتگان خوارزمشاه بار کاروان را که شامل ۵۰۰ شتر طلا، نقره، مصنوعات ابریشمی چینی، پوست‌های گران‌بها و امثال اینها بود فروختند و مبلغ حاصل را به مرکز دولت خوارزمشاهی فرستادند.
چنگیز خان هنگامی‌که از واقعهٔ اترار مطلع گردید از خوارزمشاه درخواست نمود تا مسبب این واقعه یعنی غایرخان را به او سپارد و خسارات وارده را جبران نماید. سلطان محمد مایل به استرداد غایرخان نبود زیرا بیشتر لشکریان و غالب سرکردگان لشکر او از خویشان غایرخان بودند و همچنین مادر سلطان محمد، ترکان خاتون، که در کارها نفوذ داشت نیز به قدرت ترکان قنقلی پشت گرم بود و چنین شد که سلطان محمد نه تنها درخواست چنگیز خان را قبول نکرد بلکه سفیر چنگیزخان که برای ابلاغ این درخواست استرداد غایرخان به پایتخت خوارزمشاهی آمده بود نیز به امر سلطان محمد به قتل رسید و همراهان او با ریش و سبیل بریده به نزد چنگیز بازگردانده شدند. این رفتار جنگ طلبانهٔ محمد خوارزمشاه هجوم چنگیزخان را به آسیای مرکزی تسریع نمود.
چنگیزخان که پیش از حمله به ایران از اختلاف ترکان خاتون و سلطان محمد آگاه شده بود، نماینده‌ای نزد ترکان خاتون فرستاد و به وی اطمینان داد که قصد تعرض به سرزمین‌های تحت ادارهٔ او را ندارد و حتی حاضر است حکومت خوارزم و خراسان را به وی واگذار کند، اما ترکان خاتون در سال ۶۱۷ هجری و با شنیدن خبر فرار سلطان محمد، خزاین را برداشت و به همراه ناصرالدین نظام‌الملک (محمدبن صالح) و زنان و فرزندان سلطان محمد از خوارزم گریخت. او هنگام ترک شهر دستور داد تا دوازده تن از ملوک و شاهزادگان اسیر در خوارزم را به قتل برسانند. وی به قلعه ایلال در مازندران پناه برد. مغولان قلعه را محاصره کردند و سرانجام، پس از چهارماه، ترکان خاتون و محمدبن صالح از قلعه فرود آمدند و تسلیم شدند. مغولان پس از کشتن مردان و همهٔ فرزندان ذکور(پسر) سلطان، ترکان خاتون و زنان دیگر را به قراقورم فرستادند و میان مغولان توزیع شدند. ترکان خاتون تا سال ۶۳۰ هجری که تاریخ وفات وی است، او در فقر در مغولستان درگذشت.
وقتی یکی از افراد وی به ترکان خاتون گفته شد از مغول های متجاوز فرار کند و به جلال الدین اعتماد کن و بگذار او وارث تاج و تخت شود و سپاه را به او بسپار، گفت:
"برو، به او (جلال الدین) بگویید که برود و خیال بافی نکند! چگونه می توانم به رحمت فرزند ان زن بی همه چیز (ای چیچک، همسر ترکمن محمد و مادر جلال الدین) وابسته شوم و وقتی که اوزلاغ شاه و آق شاه را دارم، و تحت حمایت او باشم؟ حتی حضور در اسارت به دست چنگیز خان و تحقیر فعلی من برای من بهتر از این است که از فرزند، ای چیچک حمایت کنم و به او وابسته شوم!"
همچنین نوهٔ سلطان محمد خوارزمشاه، یعنی دختر سلطان جلال‌الدین خوارزمشاه نیز ترکان نام داشته‌است.